# Démographie du Cameroun
 (juin 2016).
La population du Cameroun est estimée en 2022 à 27 800 000 habitants. Lors de l'indépendance du pays, en 1960, le Cameroun comptait 2 600 000 habitants (? article anglophone correspondant).
La démographie du Cameroun est connue notamment par les recensements de 1976, 1987 et 2005. Un 4e recensement est projeté depuis 2015, en attente de crédits. Faute de recensement récent, les estimations démographiques varient selon les sources.

## Villes
En 2001, 6 villes dépassaient le seuil des 200 000 habitants : Douala (la capitale économique, 1,5 million d'habitants en 2001), Yaoundé (la capitale politique et siège des institutions, environ 1,25 million d'habitants en 2001), Garoua (environ 357 000 habitants en 2001), Bamenda (environ 316 000 habitants en 2001), Maroua (environ 272 000 habitants en 2001) et Bafoussam (environ 242 000 habitants en 2001).
En 2008 ou 2009, selon les dossiers spéciaux hebdomadaires du quotidien gouvernemental Cameroon Tribune sur les villes du pays, les dix agglomérations les plus peuplées étaient : Douala (2,2 millions d'habitants), Yaoundé (1,7 million), Garoua (600 000), Bafoussam (400 000), Nkongsamba (300 000), Bamenda (280 000), Edea (250 000), Kribi (220 000), Maroua (220 000) et N'Gaoundéré (200 000). Le Cameroun compterait au total une vingtaine de villes ayant au moins 50 000 habitants.
Malgré une démographie urbaine en constante croissance, une majorité (de 55 % à 65 % selon les estimations) de la population demeure en zone rurale.

## Âge et sexe
Selon les résultats du recensement de 2005, le Cameroun compte toujours un peu plus de femmes (50,6 %) que d’hommes (49,4 %). La moitié de la population a moins de 17,7 ans et le poids démographique des moins de 15 ans se situe à 43,6 %. Les personnes âgées de plus de 60 ans ne représentent que 5,5 % de la population totale.

## Régions
Les provinces les plus densément peuplées (plus de 100 habitants par km²) sont les provinces de l'Ouest, du Littoral, de l'Extrême-Nord et du Nord-Ouest. Par contre, les provinces de l'Adamoua, de l'Est et du Sud sont très faiblement peuplées (moins de 15 habitants par km²).
| no | Région       | chef-lieu  | Population | Superficie | Densité de population |
| -- | ------------ | ---------- | ---------- | ---------- | --------------------- |
| 1  | Adamaoua     | Ngaoundéré | 884 289    | 63 701     | 13,9                  |
| 2  | Centre       | Yaoundé    | 3 098 044  | 68 953     | 44,9                  |
| 3  | Est          | Bertoua    | 771 755    | 109 002    | 7,1                   |
| 4  | Extrême-Nord | Maroua     | 3 111 792  | 34 263     | 90,8                  |
| 5  | Littoral     | Douala     | 2 510 283  | 20 248     | 124,0                 |
| 6  | Nord         | Garoua     | 1 687 859  | 66 000     | 25,5                  |
| 7  | Nord-Ouest   | Bamenda    | 1 728 953  | 17 300     | 99,9                  |
| 8  | Ouest        | Bafoussam  | 1 720 047  | 13 892     | 123,8                 |
| 9  | Sud          | Ebolowa    | 634 855    | 47 191     | 13,4                  |
| 10 | Sud-Ouest    | Buéa       | 1 318 079  | 26 410     | 51,8                  |

## Peuples
Les 250 groupes ethniques estimés du Cameroun forment cinq grandes régions culturelles :
- les peuples des plateaux de l'ouest, incluant les Bamiléké, Bamoun (ou Bamun) et d'autres groupes au nord-ouest
- les peuples des forêts tropicales côtières, incluant les Bassa, Douala (ou Duala) et autres entités du sud-ouest
- les peuples des forêts tropicales du sud incluant les Beti (ou Pahouins), Boulou, Ewondo et Fang (sous groupes des Béti-Pahouin) et les pygmées Baka
- les peuples des régions semi-arides du nord (le Sahel) et les terres centrales incluant les Peuls (en anglais : Fulas ou Fulani ; en peul : Fulɓe)
- les Kirdi dans le désert du nord et les terres centrales

Il est difficile de comprendre le pays sans comprendre la répartition territoriale des différents peuples et leurs relations.
Principaux peuples : 
| Peuple                                                                 | The World Factbook, CIA |
| ---------------------------------------------------------------------- | ----------------------- |
| Bamilékés-Bamoun                                                       | 24.3 %                  |
| Beti,Bassa, Manguissa/Mbam                                             | 21.6%                   |
| Biu-Mandara (Kotoko, Mousgoun, Guidar, Mafa, Mandara)                  | 14.6 %                  |
| Peuls, Haoussas/Arabes choas                                           | 11 %                    |
| Adamawa-Ubangi (Dourou, Fali,Gbaya)                                    | 9.8%                    |
| Grassfields du Nord-ouest (Menchum, Momo, Nguemba, Wimbum-Yamba, Ring) | 7.7 %                   |
| Kako, Baka/pygmées                                                     | 3.3 %                   |
| Côtiers/Ngoe/Oroko                                                     | 2.7 %                   |
| Bantous du sud ouest                                                   | 0.7%                    |
| Etrangers/Autres groupes etchniques                                    | 4.5%                    |

| Peuple                                                      | Université Laval "Cette source peu documentée a des erreurs ou est incomplètes(14.7% de personnes ne sont pas incluent dans les chiffres)" |
| ----------------------------------------------------------- | --- |
| Bamilékés et Bamouns                                        | 18,5% |
| Fangs ou Beti (Eton, Ewondo et Bene, Bulu, Fong, Manguissa) | 19,6 % |
| Sawa : Douala, Lundu et Bassa                               | 14,7 % |
| Peuls                                                       | 9,6 % |
| Tikar                                                       | 7,4 % |
| Mandara                                                     | 5,7 % |
| Maka                                                        | 4,9 % |
| Chamba                                                      | 2,4 % |
| Mboum                                                       | 1,3 % |
| Haoussas                                                    | 1,2 % |

## Religions
- Catholiques : 38,4 %[18]
- Protestants : 26,3 %[18]
- Orthodoxes : 0,5 %[18]
- Autres chrétiens : 4 %[18]
- Musulmans : 20,9 %[18]
- Animistes : 5,6 %[18]
- Autres religions : 1 %[18]
- Libre-penseurs : 3,2 %[18]

Le Cameroun peut être cité comme exemple de cohabitation religieuse, puisqu'il n'existe quasiment aucune friction entre les différentes communautés religieuses qui vivent totalement en paix.

## Migrations

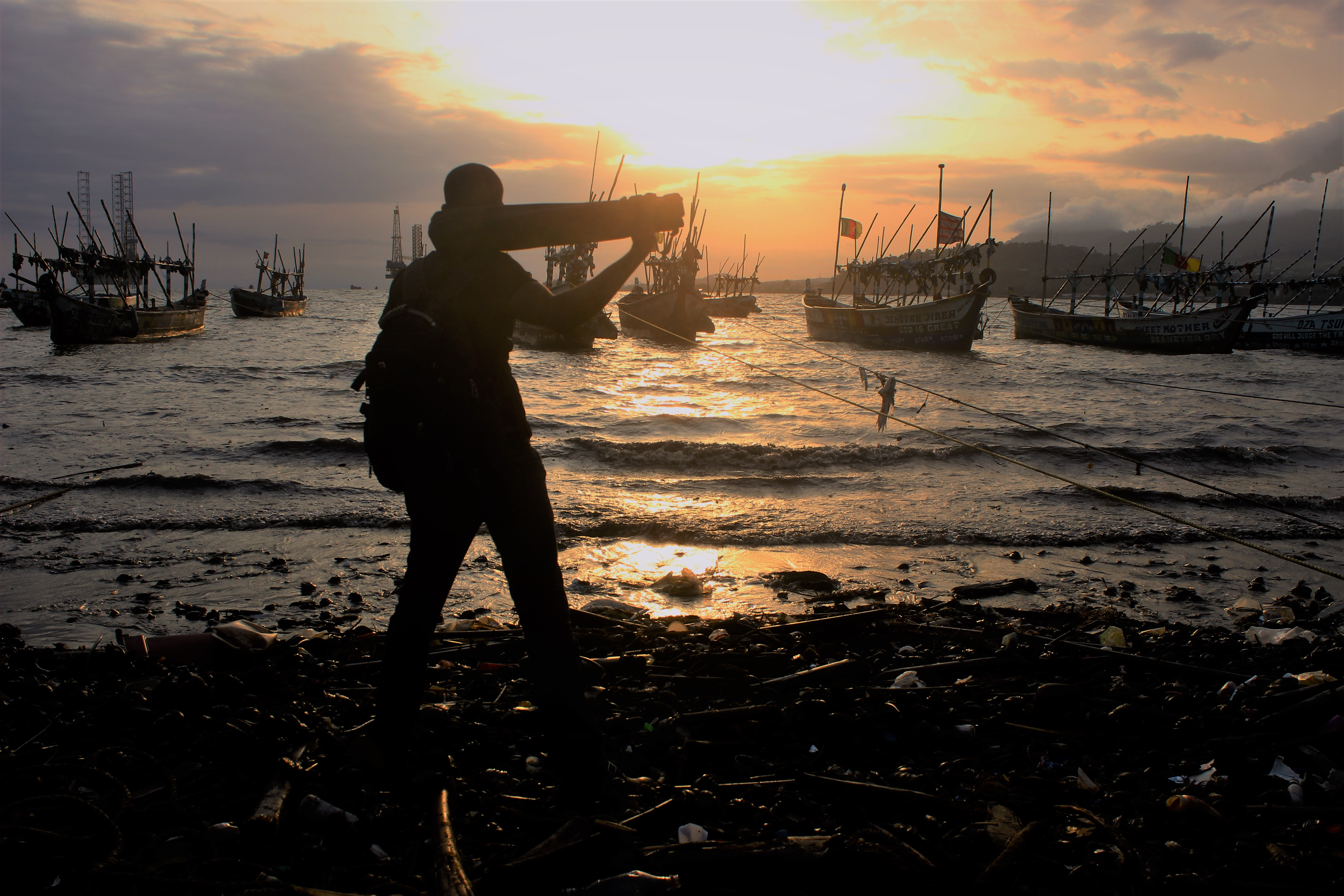
De nombreux Camerounais sont tentés par la migration.

De nombreux Camerounais vivent à l'étranger et représentent un apport considérable de devises pour le pays. L'ONG Solutions aux migrations clandestines (SMIC), en partenariat avec l'UE, estime en 2006 à environ 200 000 les Camerounais qui tentent chaque année d'émigrer en Europe par la route.
En 1999, 26 890 Camerounais vivaient en France de manière régulière (hors double nationaux) selon l'INED. Ces chiffres sont en hausse constante.

Le nombre de Français vivant au Cameroun a connu une baisse régulière. Ainsi, en 1995, 6 385 Français vivaient au Cameroun, contre 6 024 en 2004, soit l'une des plus fortes baisses du nombre de Français à l'étranger pour un pays[réf. nécessaire].
Selon certaines sources, il y aurait jusqu'à trois millions d'étrangers au Cameroun, soit 10 % de la population, principalement des Nigérians et des Tchadiens, sans-papiers pour la plupart, compte tenu du coût de la régularisation. C'est pourquoi des départs massifs d'étrangers sont organisés, comme le 20 août 2006, le départ de 3 000 Nigérians.
De nombreux étrangers se plaignent de discriminations. Ainsi, par exemple, des restrictions sont apportées à l'accès à la propriété foncière des étrangers.
Par ailleurs, le gouvernement camerounais a mis en œuvre depuis plusieurs années un plan de « camerounisation » des emplois. Cette politique vise à préférer les nationaux aux travailleurs étrangers en exigeant de ces derniers qu'ils obtiennent une autorisation, préalable à toute activité professionnelle. Cette mesure sert, selon le gouvernement, à préserver les emplois pour la population locale. Ainsi certaines professions sont interdites aux étrangers.

### Réfugiés au Cameroun
En 2007, le Cameroun hébergeait près de 97 400 réfugiés et demandeurs d’asile, dont environ 49 300 provenant de la République centrafricaine, 41 600 du Tchad et plusieurs milliers du Nigeria, du Rwanda, de la République démocratique du Congo (Congo-Kinshasa), du Burundi, de la Côte d’Ivoire, de la Guinée, du Liberia ainsi que d’autres pays. Une importante proportion d’entre eux vivait dans les provinces de l’Est et de l’Adamaoua. Tel que rapporté dans le World Refugee Survey 2008 du Comité américain pour les réfugiés et les immigrants, les réfugiés et les demandeurs d’asile ne pouvaient pas travailler légalement en 2007 au Cameroun mais ils étaient libres de voyager dans le pays et de s’établir là où ils le désiraient.
À la suite de la signature d'accords tripartite entre le Haut Commissariat des Nations unies pour les réfugiés, le Cameroun et le Nigeria, des retours de réfugiés nigérians au Cameroun sont organisés. Cependant, certains retours font suite au programme de rapatriement volontaire en faveur des Nigérians vivant au Cameroun, élaboré en 2004, car le prix des cartes de séjour peut représenter plusieurs mois de salaire, ce qui condamne beaucoup d'étrangers à la clandestinité ou au retour. C'est dans ce programme que s'est inscrit le départ de 3 000 Nigérians du Cameroun en août 2006. Chaque volontaire au retour obtenait en contrepartie une somme de 400 000FCFA versée par le gouvernement fédéral du Nigeria. Le consul général du Nigeria au Cameroun, Gordon Harry Bristol, a toutefois constaté que certains utilisent souvent cette somme pour se relancer au Cameroun.

## Santé

### HIV/Sida
- Fréquence chez les adultes : 6,9 % (est. 2003)
- Personnes vivant avec le virus : 560 000 (est. 2003)
- Décès : 49 000 (est. 2003)